# Arxiu Comarcal del Baix Ebre
L'Arxiu Comarcal del Baix Ebre (ACBEB) es va crear a partir del conveni signat el 20 de juliol de 1983 entre el Departament de Cultura de la Generalitat de Catalunya i l'Ajuntament de Tortosa. Està situat en un edifici històric del carrer de Sant Domènec, 21-23 de Tortosa. Abasta dels segles xii al xx amb 2.800 metres lineals de documents.

## Descripció
Per a la seu de l'Arxiu s'ha restaurat i condicionat l'edifici renaixentista del Col·legi de Sant Jaume i Sant Maties, inclòs dins el complex monumental dels Reials Col·legis. Les noves instal·lacions es van inaugurar el 17 de juliol de 1997. S'integra dins de la Xarxa d'Arxius Comarcals de la Generalitat de Catalunya i el gestiona el Consell Comarcal del Baix Ebre.
A l'Arxiu s'hi aplega una cinquantena de fons que abracen tota la diversitat del quadre de fons, si bé hi ha dos fons que destaquen per la seva riquesa i antigor: el de l'Ajuntament de Tortosa, que s'inicia el 1149 i que conserva grans sèries documentals força íntegres des de la baixa edat mitjana (clavaria, provisions, establiments, obres), així com 1754 pergamins, i el fons del districte notarial de Tortosa amb protocols des de la meitat del segle xiv i amb més de 2.000 volums. Actualment se superen els 3.000 metres de documentació.
Durant l'any 2016 l'Arxiu del Baix Ebre ha digitalitzat i posat a disposició del públic, al Portal Arxius en línia, una col·lecció de 1.754 pergamins de l'Ajuntament de Tortosa que daten des del segle xii fins al segle xvii.
L'arxiu compta també amb una importantíssima Hemeroteca i un fons fotogràfic, a més a més d'una biblioteca.

## Documents destacats

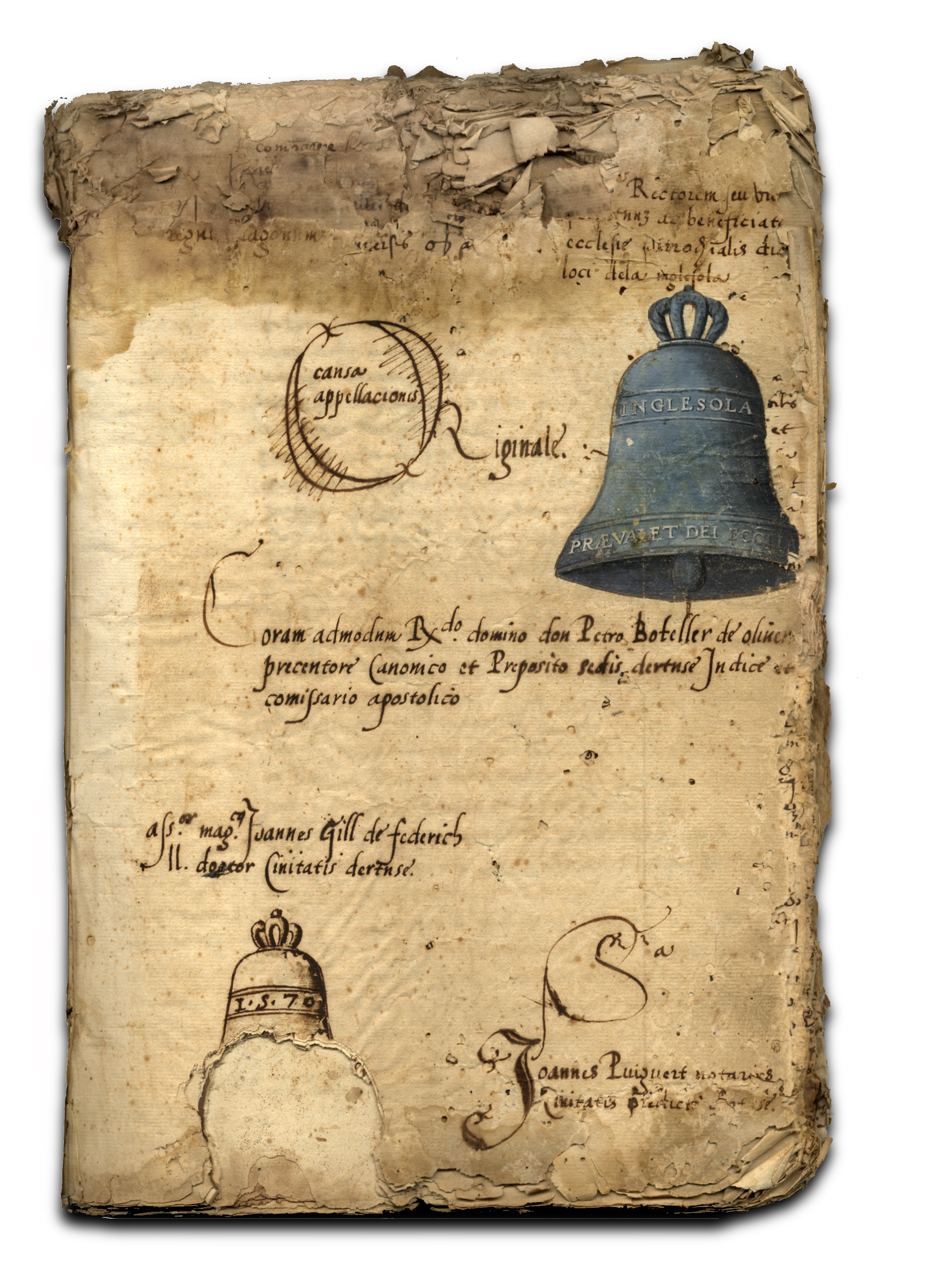
Censal dels notaris de Tortosa de 1570 de paper que es troba a l'Arxiu Comarcal del Baix Ebre.

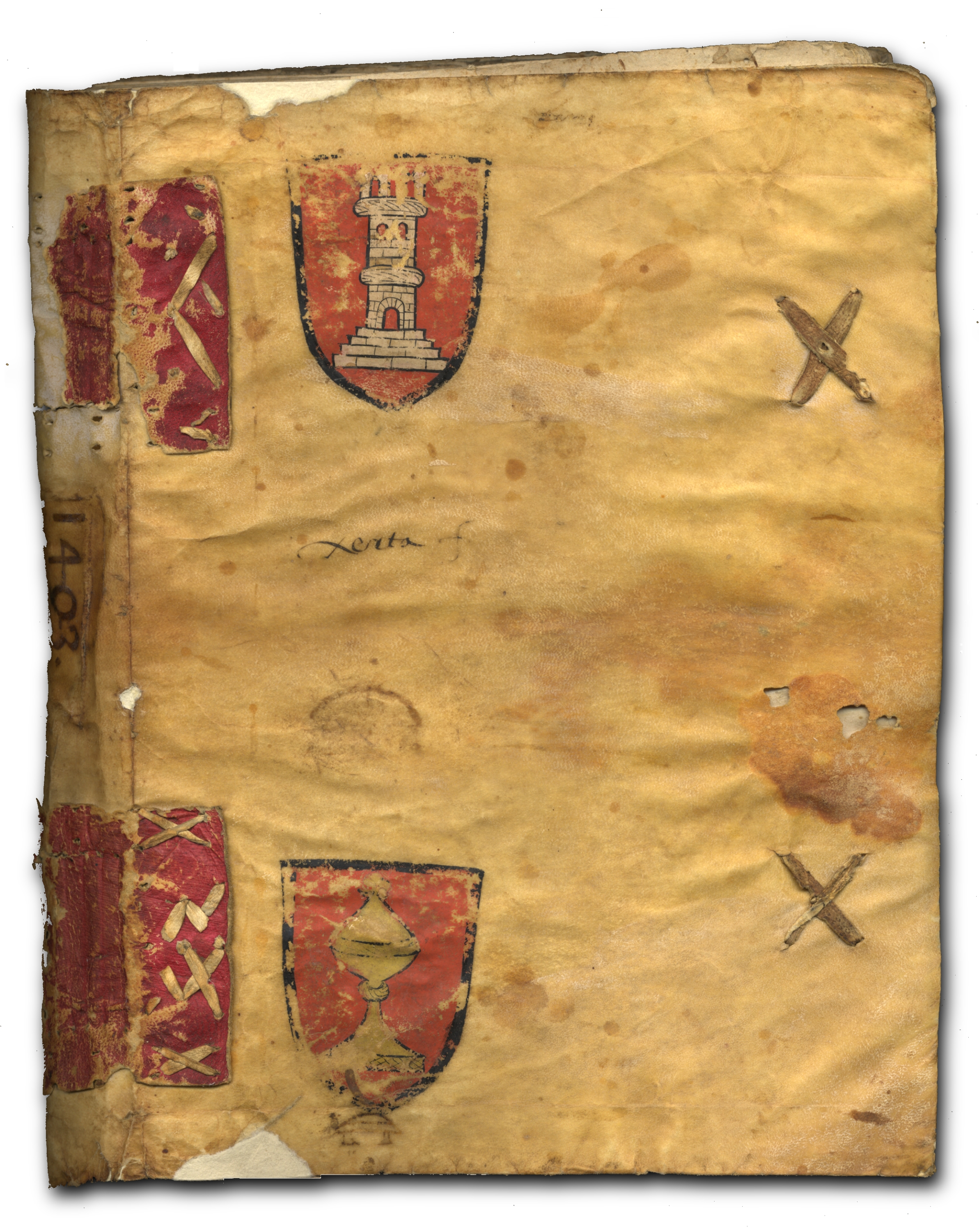
El Llibre de Clavaria de 1403-1404 corresponent a l'administració de Pere Macip apareix amb la representació d'una copa. Notari escrivà: Jaume dez Pont.

- Carta de població de Tortosa (1149)

- Llibre de les Costums. El còdex del Llibre de les Costums (Consuetudines Dertusae) és, sense cap mena de dubte, la peça documental per excel·lència de l'Arxiu.[1]

- Constitucions de Catalunya (s. XV).

- Censal de 1570. La tradició notarial de Tortosa ve corroborada per la inclusió que mereix en la compilació jurídica dels Costums de Tortosa (segle XIII) d'una rúbrica específica “De notaris”. A més, les proves d'accés al col·legi de notaris es compten com de les més antigues conegudes a Catalunya. Això fa que, a més de la constància documental sobre l'activitat notarial, se’ns hagi conservat un important llegat. El fons notarial del districte de Tortosa comença a partir de 1348, essent força continuat des del final del segle xiv amb un total de més de 6000 volums, essent, juntament amb el fons de l'ajuntament de Tortosa, el més important qualitativament i quantitativament parlant. A títol d'exemple d'aquest ric fons, l'encapçalament del protocol de 1570 de Joan Puigvert, amb un motiu d'una campana pintada de blau que representa l'església parroquial d'Anglesola.[1]
- Llibres de clavaria. El fons de l'ajuntament de Tortosa disposa de sèries històriques força completes. Entre elles destaca la dels llibres de clavaria. Es tracta dels llibres d'administració general del govern municipal, la responsabilitat dels quals va a càrrec del clavari, que és un dels tres procuradors de la ciutat. Com que el govern municipal és anual (de maig a maig), els llibres de clavaria també ho són. Des del final del segle xiv s'estructuren sistemàticament entre ingressos i despeses. Dins dels ingressos (reebudes) s'anoten separadament les vendes de les imposicions, el que s'obté dels censals, el que s'obté dels corredors i ingressos varis o reebudes comunes. En l'apartat de les despeses s'anoten: les despeses corrents (dates comunes), els dons graciosos (el que s'esmerça en la caritat municipal), els sous dels càrrecs i funcionaris (salaris i beneficis) i un subapartat específic que són les despeses que ocasiona el manteniment del pont de barques sobre l'Ebre. Molts d'aquests llibres de clavaria porten a la coberta un parell d'escuts o senyals policromats. Un sempre és el de la ciutat de Tortosa (la torre emmerletada), l'altre és el del clavari. El volum del Llibre de Clavaria de 1403-1404 corresponent a l'administració de Pere Macip apareix amb la representació d'una copa; entremig dels dos escuts, un petit dibuix mig esborrat d'un pont fa referència al notari escrivà: Jaume dez Pont.[1]

- Manuscrit de Los Col·loquis de la insigne ciutat de Tortosa (dit dels Pinyol), datat del segle xviii, adquirit pel Consell Comarcal del Baix Ebre l'any 2020.

- Cartells de festa major. Dins de les col·leccions que són dipositades a l'Arxiu, la dels cartells destaca per la seva quantitat, més de 4.000, i varietat. Es tracta de cartells corresponents al conjunt de les Terres de l'Ebre i que majoritàriament, només amb alguna excepció, s'inicien a partir de la dècada de 1940. S'apleguen els cartells de les institucions públiques i de les entitats associatives, referits a esports, exposicions, festes, jornades culturals, concerts, teatre, pintura, etc. Més que pel valor artístic, que únicament el posseeixen alguns d'ells, la importància d'aquests cartells ve donada pel seu valor documental en tant que ens informen de les activitats socials dutes a terme al llarg dels anys. De les diferents temàtiques sobresurten les de les festes majors i les de les celebracions religioses. I, sens dubte, el disseny inconfusible de Francesc Bas Espuny marca el patró dels cartells dels anys 40 i 50 del segle xx.[1]

## Fons fotogràfic
El fons fotogràfic de Ramon Borrell consta de 2.949 imatges, la majoria fetes durant el primer terç del s. XX. Ramon Borrell Codorniu (1869-1948) és considerat com un dels primers fotoperiodistes de Tortosa. En tot cas sí que és cert que és que és un dels primers fotògrafs de carrer, allunyat de la tònica del moment caracteritzada pels fotògrafs d'estudi. Vinculat al Centre Excursionista de l'Ateneu de Tortosa, va captar la vitalitat ciutadana del seu temps. Autor profusament difós, ja en vida, en moltes publicacions d'àmbit local. El seu ric llegat, compost de plaques de vidre originals, va ser adquirit per l'Ajuntament de Tortosa i forma part avui dels fons de l'Arxiu. A més d'aquest fons fotogràfic, on s'inclouen imatges d'altres fotògrafs com Bonaventura Masdeu, l'Arxiu conserva el fons de Luis Garcia Garrabella, Manuel Arribas, Gerard Vergés i les importants seccions fotogràfiques dels fons de mossèn Eduard Solé Lleixà i de Regiones Devastadas.
Malauradament este fons només és accessible per Internet molt parcialment.